# Campylorhynchus nuchalis
Campylorhynchus nuchalis là một loài chim trong họ Troglodytidae.